# 한명회 선생 신도비
한명회 선생 신도비(韓明澮 先生 神道碑)는 대한민국 충청남도 천안시 수신면 속창리에 있는, 조선 전기의 문신인 한명회 선생의 공적을 적고 있는 신도비이다. 1994년 11월 4일 충청남도의 문화재자료 제332호로 지정되었다.

## 개요
신도비란 왕이나 고관 등의 평생업적을 기록하여 그의 묘 남동쪽에 세워두는 것으로, 이 비는 조선 전기의 문신인 한명회 선생의 공적을 적고 있다.
한명회(1415∼1487)는 두 딸이 각각 예종비 장순왕후, 성종비 공혜왕후가 되었다. 문종 2년(1452) 경덕궁직을 시작으로 관직에 올랐으며, 단종 1년(1453) 계유정난이 일어나자 수양대군의 심복이 되어 큰 공을 세워 1등 공신이 되었다. 세조 2년(1456) 사육신의 단종복위운동을 좌절시키는데 중요한 역할을 하여 도승지, 이조판서에 이어 병조판서에까지 올랐고, 이후 여러 차례에 걸쳐 영의정을 지내었으며, 성종 2년(1471)에는 영춘추관사로서『세조실록』의 편찬에도 참여하였다. 세조이래 성종대까지 높은 관직에 있으면서 나랏일에 관여하였으며, 네 차례에 걸쳐서 1등 공신이 되어 많은 토지와 노비를 받아 여유로운 삶을 누리며 살았다. 죽은 후에는 세조의 묘정에 그를 기리는 신주가 모셔졌고, ‘충성’이라는 시호를 받았다.
비는 낮은 사각받침돌 위로 비몸을 세우고 머릿돌을 올린 모습이다. 받침돌 윗면에는 연꽃을 새겨 장식하였고, 머릿돌에는 구름 속을 헤치는 두 마리의 용이 여의주를 서로 다투는 모습을 조각해 놓았다.
조선 성종 19년(1488)에 세운 것으로, 선생이 서거한 그 이듬해의 일이다.

## 같이 보기
- 한명회

## 참고 문헌
- 한명회선생신도비 - 국가유산청 국가유산포털